# 日本国史学会
日本国史学会（にほんこくしがっかい）は、日本の任意団体。
歴史学の研究を標榜している が日本学術会議協力学術研究団体の指定する協力学術研究団体ではなく、日本歴史学協会に加盟しておらず、日本学術会議などによる「学会名鑑」にも登録していない、いわゆる学会ではない学会。

## 概略
戦後日本の歴史学はマルクス主義唯物史観のもとで形成され、その残滓は日本の歴史学関連学会の基本となっているとして、それら唯物論的な経済史観、階級闘争史観とは異なる日本の国史を形成・議論する場所として創設したと述べている。日本国史学会主催のシンポジウムや講演会は麗澤大学や慶應義塾大学、同志社大学、神社などで開催されている。
2016年までは、東京都港区芝5丁目にあるビルの4階に事務所を置いていた（竹田恒泰が経営する「株式会社竹田恒泰事務所」や竹田が主催する「竹田研究会」と同一の住所）。その後、東京都江戸川区南小岩6丁目の出版社内に事務所を構えるようになり、2019年現在は、東京都新宿区新宿1丁目の出版社「啓文社」（広島にある同名の出版社は別の会社）内に事務所を構える。

## 活動内容
- 学会誌の刊行
  - 『日本国史学』
- シンポジウムの開催
- 毎月、2人の理事による講演を開催

## 日本国史学会発起人
- 田中英道
- 小堀桂一郎
- 中西輝政
- 竹田恒泰

## 日本国史学会基本方針
1. わが国の祖先たちより継承してきた歴史、すなわち国史を、その伝統と文化を重んじる観点から、あらためて何であったかを研究し、学問する者の学会とする。
2. 従来の専門化・細分化した研究を、他国、他分野のそれと比較、対照しながら、その価値を再認識し、日本の国史を再構築しようとする学会とする。
3. 前項の目的に即して、時代、地域を限定せず、それぞれの立場から研究し、歴史の連続性、一貫性からそれをお互いに理解し、検証し合う場としての学会とする。
4. 質の高い創造的な論文を、学会誌に掲載し、あらたな知見を発表することができ、誰にも開かれた場としての学会とする。

## 日本国史学会代表理事
| 代 | 氏名     | 所属             |
| -- | -------- | ---------------- |
| 1  | 田中英道 | 東北大学名誉教授 |

## 主な講演者
- 竹内洋
- 伊藤隆
- 片山杜秀
- 渡辺利夫
- 奈良岡聰智